# رودریک چیزم
رودریک میلتون چیزم (به انگلیسیRoderick Milton Chisholm) (زادهٔ ۲۷ نوامبر ۱۹۱۶-درگذشتهٔ ۱۹ ژانویه ۱۹۹۹) به‌طور گسترده‌ای به‌عنوان یکی از خلاق‌ترین، پربارترین و تأثیرگذارترین فیلسوفان آمریکایی قرن بیستم شناخته می‌شود. چیزم در معرفت‌شناسی، متافیزیک، اخلاق، فلسفه زبان، فلسفه ذهن و سایر زمینه‌ها فعالیت داشت. سیستم بزرگ فلسفی او تا حدودی به شیوه لایبنیتس یا دکارت تشکیل‌شده است. او به دلیل فعالیتش در معرفت‌شناسی به‌عنوان چهره برجسته فلسفه آمریکایی شناخته شده‌است. با این وجود وی در چندین زمینه از متافیزیک و اخلاق نیز سهم بسزایی داشت.

## زندگی
او در ۲۷ نوامبر ۱۹۱۶ در شهر اتلبرو شمالی، ماساچوست متولدشد. به عنوان یک دانشجوی کارشناسی، فلسفه را در دانشگاه براون تحصیل کرد و در آنجا با تعدادی از فیلسوفان برجسته ازجمله کورت دوکاس همکاری داشت. وی دکترای خود را از دانشگاه هاروارد تحت سرپرستی کلارنس ایروینگ لوئیس و دونالد کری ویلیامز در سال ۱۹۴۲ دریافت کرد. چیزم در دانشگاه هاروارد با برتراند راسل و جورج ادوارد مور دیدار کرد بدیهی است که هر یک از آنها به عنوان یک فیلسوف نقش مهمی در پیشرفت وی داشتند. پس از خدمت در ارتش (در درجه اول به عنوان یک تستر روانشناختی) و ازدواج، چیزم مدت کوتاهی به عنوان مدرس بنیاد بارنز در پنسیلوانیا مشغول به کارشد. سپس به عنوان استادیار به براون بازگشت. او تا آخر عمر طولانی خود در براون ماند وی سردبیر فلسفه و تحقیقات پدیدارشناسی از سال ۱۹۸۰ تا ۱۹۸۶ بود او تا زمان مرگش سردبیر دانشیاربود.